# Lepilemur edwardsi
Il lepilemure di Milne-Edwards (Lepilemur edwardsi Major, 1894) è una specie di lemure endemica del Madagascar.

## Distribuzione
La specie è diffusa nella zona occidentale dell'isola, nell'area compresa fra i fiumi Mahajamba e Betsiboka, dove preferisce le zone di foresta decidua secca.

## Descrizione

### Dimensioni
Misura al massimo mezzo metro di lunghezza, di cui circa metà spetta alla coda.

### Aspetto
L'aspetto e le movenze richiamano quelli del galagone: il pelo è lanoso e grigio nel complesso, con disegni tendenti al bruno-giallastro su tutto il corpo, mentre sul ventre tende a diventare bianco-giallastro. Dello stesso colore è anche la coda, mentre sulla nuca è presente una striatura di pelo scuro che prosegue lungo tutta la spina dorsale.
Le orecchie sono appuntite, grandi, rivolte in avanti ed attaccate lateralmente rispetto al cranio, che presenta occhi di color marrone scuro di dimensioni medio-grandi.

## Comportamento
Si tratta di animali notturni e prevalentemente arboricoli. Sono tendenzialmente solitari, ma li si può trovare anche in gruppi, solitamente composti da una femmina e da uno o più suoi figli. Ambedue i sessi non tollerano invasioni del proprio territorio da parte di animali dello stesso sesso: quando però accade un evento del genere, questi animali inscenano atteggiamenti intimidatori volti a spaventare l'intruso, come lo scuotere dei rami o l'emettere versi minacciosi.
I territori dei maschi (che hanno maggiore estensione) tendono a sovrapporrsi nelle zone periferiche a quelli di più femmine: a volte, questi ultimi sono del tutto inglobati nel territorio del maschio.

### Alimentazione
Come tutti i congeneri, si nutre prevalentemente di foglie, in particolare quelle morenti o morte degli alberi di Tabemaemontana modesta; integra però la dieta anche con altro materiale vegetale, come frutti e fiori.
Dopo una prima digestione, la specie ridigerisce le proprie feci (ciecotrofismo), in modo da riuscire a demolire la maggior parte della cellulosa presente.

### Riproduzione
Il maschio si accoppia con tutte le femmine che hanno il territorio confinante od incluso totalmente o parzialmente nel suo. La gestazione dura circa 4 mesi, al termine dei quali viene dato alla luce un unico piccolo, già abbastanza ben sviluppato, che viene trasportato attaccato al petto della madre, che lo lascia su un ramo mentre si nutre.